# Eliminatórias da Copa do Mundo FIFA de 2014 - Ásia (segunda fase)
Resultados das partidas da segunda fase das eliminatórias ásiaticas para a Copa do Mundo FIFA de 2014.
Nessa fase as equipes classificadas entre 6 e 27 no ranking de seleções da AFC de março de 2011 entraram na disputa, mais as oito classificadas da fase anterior. O sistema de disputa seguiu sendo eliminatório, em partidas de ida e volta. Os quinze vencedores foram para a terceira fase.

## Cabeças-de-chave
As seleções foram divididas em dois potes. No pote A estavam as equipes entre 6 a 20 no ranking, e no pote B os times entre 21-27, junto com os oito vencedores da primeira fase.
| Pote A                                                                                         | Pote A                                                                     | Pote B                                                                          | Pote B                                                                                   |
| ---------------------------------------------------------------------------------------------- | -------------------------------------------------------------------------- | ------------------------------------------------------------------------------- | ---------------------------------------------------------------------------------------- |
| - Arábia Saudita - Irã - Catar - Uzbequistão - Emirados Árabes Unidos - Síria - Omã - Jordânia | - Iraque - Singapura - China - Kuwait - Tailândia - Turcomenistão - Líbano | - Iêmen - Tadjiquistão - Hong Kong - Indonésia - Quirguistão - Maldivas - Índia | - Malásia† - Bangladesh† - Laos† - Filipinas† - Palestina† - Vietnã† - Nepal† - Myanmar† |

† Vencedores da primeira fase cuja identidade era desconhecida à época do sorteio.

## Resultados
| 23 de julho de 2011 | Tailândia    | 1 – 0     | Palestina | I-mobile Stadium, Buri Ram              |
| 18:00 (UTC+7)       | Kaewprom 18' | Relatório |           | Público: 17 000 Árbitro: KOR Lee Min-Hu |

| 28 de julho de 2011 | Palestina     | 2 – 2     | Tailândia           | Estádio Internacional Faisal Al-Husseini, Al-Ram     |
| 18:00 (UTC+3)       | Alyan 5', 90' | Relatório | Thonglao 34', 90+3' | Público: 11 500 Árbitro: BHR Salah Mohamed Al-Abbasi |

| 23 de julho de 2011 | Líbano                                                     | 4 – 0     | Bangladesh | Estádio Camille Chamoun Sports City, Beirute |
| 17:00 (UTC+3)       | Maatouk 16' · M. El Ali 27' · Al Saadi 55' · T. El Ali 64' | Relatório |            | Público: 2 000 Árbitro: IRQ Kadhum Auda      |

| 28 de julho de 2011 | Bangladesh                | 2 – 0     | Líbano | Estádio Nacional Bangabandhu, Daca         |
| 18:00 (UTC+6)       | Chowdhury 52' · Ameli 87' | Relatório |        | Público: 11 000 Árbitro: THA Apisit Aonrak |

| 23 de julho de 2011 | China                                                                     | 7 – 2     | Laos                                | Kunming Tuodong Sports Center, Kunming        |
| 15:00 (UTC+8)       | Yang Xu 45+2', 54', 73' · Chen Tao 52', 88' · Hao Junmin 81', 90+1' (pen) | Relatório | Vongchiengkham 5' · Phapouvanin 31' | Público: 13 500 Árbitro: AUS Strebre Delovski |

| 28 de julho de 2011 | Laos            | 1 – 6     | China                                                                     | Estádio Nacional New Laos, Vientiane            |
| 18:00 (UTC+7)       | Phapouvanin 47' | Relatório | Qu Bo 24' · Yu Hanchao 36', 87' · Deng Zhuoxiang 67', 82' · Yang Xu 90+3' | Público: 13 000 Árbitro: BAN Tayeb Shamsuzzaman |

| 23 de julho de 2011 | Turcomenistão  | 1 – 1     | Indonésia | Ashkhabad Olympic Stadium, Asgabate      |
| 18:30 (UTC+5)       | Krendelyov 12' | Relatório | Ilham 30' | Público: 7 500 Árbitro: IRN Mohsen Torky |

| 28 de julho de 2011 | Indonésia                                  | 4 – 3     | Turcomenistão                                   | Estádio Gelora Bung Karno, Jacarta             |
| 19:00 (UTC+7)       | Gonzáles 9', 19' · Nasuha 43' · Ridwan 76' | Relatório | Amanov 72' · Şamyradow 84' · Çoñkaýew 87' (pen) | Público: 88 000 Árbitro: AUS Benjamin Williams |

| 23 de julho de 2011 | Kuwait                                      | 3 – 0     | Filipinas | Estádio Mohammed Al-Hamad, Cidade do Kuwait    |
| 19:30 (UTC+3)       | Al-Sulaiman 17' · Neda 68' · Al-Ibrahim 85' | Relatório |           | Público: 20 000 Árbitro: JOR Mohammad Abu Loum |

| 28 de julho de 2011 | Filipinas     | 1 – 2     | Kuwait                       | Rizal Memorial Stadium, Manila            |
| 19:00 (UTC+8)       | Schröck 45+2' | Relatório | Al-Sulaiman 63' · W. Ali 85' | Público: 13 000 Árbitro: HKG Liu Kwok Man |

| 23 de julho de 2011 | Omã                        | 2 – 0     | Myanmar | Estádio de Seebe, Seebe                 |
| 19:30 (UTC+4)       | Al-Hosni 21' · Al Ajmi 78' | Relatório |         | Público: 6 300 Árbitro: LIB Ali Sabbagh |

| 28 de julho de 2011 | Myanmar | 0 – 2 (abd)[a] | Omã                        | Estádio Thuwunna, Rangum                |
| 15:30 (UTC+6:30)    |         | Relatório      | Al-Hosni 21' · Mubarak 39' | Público: 30 000 Árbitro: JPN Ryuji Sato |

| 23 de julho de 2011 | Arábia Saudita                             | 3 – 0     | Hong Kong | Estádio Príncipe Mohamed bin Fahd, Dammam       |
| 20:45 (UTC+3)       | Al-Shamrani 45+1', 47' · Al-Muwallad 45+3' | Relatório |           | Público: 20 354 Árbitro: UZB Vladislav Tseytlin |

| 28 de julho de 2011 | Hong Kong | 0 – 5     | Arábia Saudita                                                                   | Siu Sai Wan Sports Ground, Hong Kong    |
| 20:00 (UTC+8)       |           | Relatório | Fellatah 34' · Noor 71' (pen) · Al-Shamrani 73' · Al-Sahlawi 79' · Hawsawi 90+3' | Público: 1 402 Árbitro: VIE Võ Minh Trí |

| 23 de julho de 2011 | Irã                                            | 4 – 0     | Maldivas | Estádio Azadi, Teerã                             |
| 19:30 (UTC+4:30)    | Ansarifard 4', 62' · Karimi 67' · Daghighi 86' | Relatório |          | Público: 20 195 Árbitro: THA Chaiya Alee Mahapab |

| 28 de julho de 2011 | Maldivas | 0 – 1     | Irã              | Estádio Rasmee Dhandu, Malé              |
| 21:00 (UTC+5)       |          | Relatório | Khalatbari 45+1' | Público: 9 000 Árbitro: KOR Kim Sang-Woo |

| 23 de julho de 2011 | Síria                   | 0 – 3[d]  | Tadjiquistão | Estádio Rei Abdullah, Amã, Jordânia[b]        |
| 19:00 (UTC+3)       | Mourad 45+1' · Rafe 77' | Relatório | Saedov 47'   | Público: 2 500 Árbitro: JOR Nasser Al-Ghafari |

| 28 de julho de 2011 | Tadjiquistão | 3 – 0[d]  | Síria                                          | Estádio Metallurg, Tursunzoda   |
| 16:00 (UTC+5)       |              | Relatório | Rafe 6', 35' · Sabagh 53' · Choriev 86' (g.c.) | Árbitro: KGZ Dmitriy Mashentsev |

| 23 de julho de 2011 | Catar                             | 3 – 0     | Vietnã | Estádio Jassim Bin Hamad, Doha             |
| 19:15 (UTC+3)       | Kasola 6' · Mubarak 51' · Ali 67' | Relatório |        | Público: 6 786 Árbitro: UAE Ali Al-Badwawi |

| 28 de julho de 2011 | Vietnã                                        | 2 – 1     | Catar     | Estádio Nacional My Dinh, Hanói          |
| 19:15 (UTC+7)       | Nguyễn Trọng Hoàng 60' · Nguyễn Quang Hải 75' | Relatório | Ahmed 17' | Público: 20 000 Árbitro: AUS Peter Green |

| 23 de julho de 2011 | Iraque                                     | 2 – 0     | Iêmen | Estádio Franso Hariri, Arbil                    |
| 19:00 (UTC+3)       | Hawar Mulla Mohammed 10' · Abdul-Zahra 64' | Relatório |       | Público: 20 000 Árbitro: UZB Valentin Kovalenko |

| 28 de julho de 2011 | Iêmen | 0 – 0     | Iraque | Estádio Internacional Xeque Khalifa, Al Ain, Emirados Árabes Unidos[c] |
| 20:00 (UTC+3)       |       | Relatório |        | Público: 1 500 Árbitro: SYR Muhsen Basma                               |

| 23 de julho de 2011 | Singapura                                                   | 5 – 3     | Malásia                        | Estádio Jalan Besar, Singapura              |
| 19:30 (UTC+8)       | Đurić 8', 81' · Qiu Li 22' · Fahrudin 44' · Shi Jiayi 45+1' | Relatório | Safee 1', 71' · Abdul Hadi 70' | Público: 6 000 Árbitro: BHR Nawaf Shukralla |

| 28 de julho de 2011 | Malásia   | 1 – 1     | Singapura     | Estádio Nacional Bukit Jalil, Kuala Lumpur      |
| 20:45 (UTC+8)       | Safee 57' | Relatório | Shi Jiayi 71' | Público: 90 000 Árbitro: JPN Hiroyoshi Takayama |

| 23 de julho de 2011 | Uzbequistão                                               | 4 – 0     | Quirguistão | Estádio Pakhtakor Markaziy, Tashkent          |
| 19:00 (UTC+5)       | Geynrikh 28' · Bikmaev 48' · Djeparov 55' · Bakayev 90+2' | Relatório |             | Público: 20 257 Árbitro: QAT Abdullah Balideh |

| 28 de julho de 2011 | Quirguistão | 0 – 3     | Uzbequistão                     | Estádio Spartak, Bisqueque                 |
| 18:00 (UTC+6)       |             | Relatório | Karpenko 47' · Nasimov 65', 90' | Público: 14 700 Árbitro: BHR Ali Abdulnabi |

| 23 de julho de 2011 | Emirados Árabes Unidos                                     | 3 – 0     | Índia | Estádio Internacional Xeque Khalifa, Al Ain  |
| 20:00 (UTC+4)       | Al-Kamali 21' (pen) · Al-Shehhi 29' (pen) · Al-Hammadi 81' | Relatório |       | Público: 3 179 Árbitro: QAT Banjar Al-Dosari |

| 28 de julho de 2011 | Índia                        | 2 – 2     | Emirados Árabes Unidos         | Estádio Ambedkar, Nova Deli                     |
| 19:00 (UTC+5:30)    | Lalpekhula 74' · Singh 90+2' | Relatório | Al-Shehhi 40' · Al-Wehaibi 72' | Público: 13 000 Árbitro: SIN Abdul Malik Bashir |

| 23 de julho de 2011 | Jordânia                                                                                 | 9 – 0     | Nepal | Estádio Internacional de Amã, Amã               |
| 19:00 (UTC+3)       | Abdel-Fattah 7', 72', 83', 90' · Amer Deeb 20', 57' · Hayel 20', 62' · Abdullah Deeb 24' | Relatório |       | Público: 17 000 Árbitro: IRN Yadollah Jahanbazi |

| 28 de julho de 2011 | Nepal      | 1 – 1     | Jordânia   | Estádio Dasarath Rangasala, Catmandu |
| 15:30 (UTC+5:45)    | Khawas 80' | Relatório | Murjan 53' | Público: 20 000 Árbitro: CHN Fan Qi  |